# Heinrich Gottfried Grimm

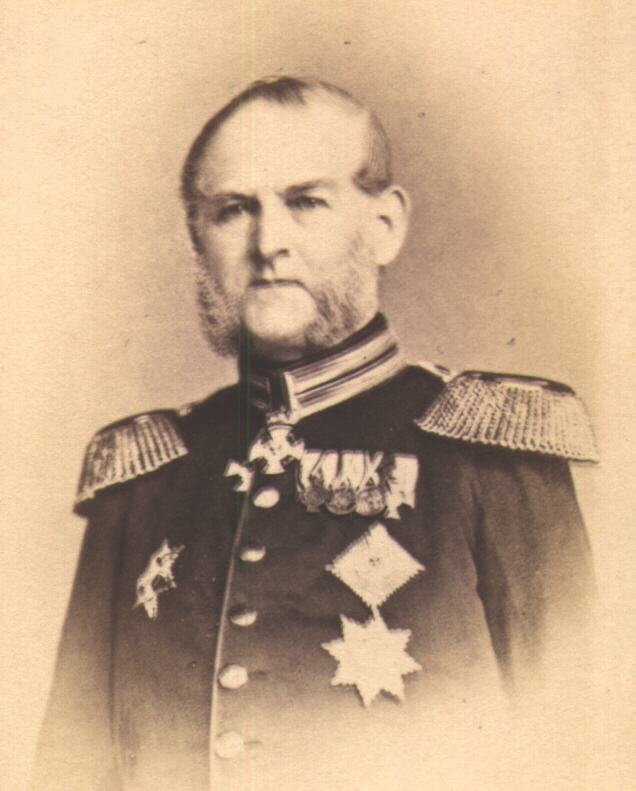
Heinrich Gottfried Grimm

Heinrich Gottfried Grimm (* 21. Juni 1804 in Sargstedt bei Halberstadt; † 24. Dezember 1884 in Berlin) war ein preußisch-deutscher Mediziner und Militärarzt, der maßgeblich für die Entwicklung des preußischen Militär-Medizinalwesens war.

## Leben
Grimm erhielt seine medizinische Ausbildung 1821 bis 1825 an der Friedrich-Wilhelms-Universität Berlin. Dann diente er ein Jahr lang im Charité-Krankenhaus. Während des polnischen Aufstands leitete er 1830 ein leichtes Feldlazarett. 1831 wurde er Stabsarzt; 1832 war er Chef französischer und niederländischer Lazarette beim Bombardement Antwerpens. 1835 wurde er Regimentsarzt in Potsdam, 1838 Oberstabsarzt und gleichzeitig als Subdirektor mit der Leitung der militärärztlichen Bildungsanstalten in Berlin betraut.
1840 wurde Grimm der Leibarzt Friedrich Wilhelms IV., 1844 Generalarzt, 1847 zweiter, 1851 erster Generalstabsarzt und Chef des Militärmedizinalwesens. In dieser Stellung erwarb er sich fast drei Jahrzehnte hindurch große Verdienste um die Entwicklung des preußischen Heeres-Sanitätswesens, dem er durch eine Reihe umfassender Reformen eine vollkommene Ausbildung und Organisation verschaffte.
Am 2. Februar 1861 ernannte ihn König Wilhelm I. zum ersten Leibarzt. An der Abfassung der Vorschriften über den Krankendienst im Felde (1855), des Reglements über den Dienst der Krankenpflege im Felde (1863), der Instruktion über das Sanitätswesen der Armee im Felde (1869), der Verordnung über die Organisation des Sanitätskorps (1873) und der Kriegssanitätsordnung (1878) hatte er hervorragenden Anteil. 1879 wurde er auf seinen Antrag wegen eines schweren Augenleidens unter Belassung seiner Stellung als erster Leibarzt des Kaisers in den Ruhestand versetzt. 
Grimm war Mitglied der Berliner Freimaurerloge Friedrich Wilhelm zur Morgenrröthe und zeitweise deren Meister vom Stuhl.
Heinrich Gottfried Grimm starb an Heiligabend 1884 im Alter von 80 Jahren in Berlin und wurde auf dem Alten St.-Matthäus-Kirchhof in Schöneberg beigesetzt. Das Grab ist nicht erhalten geblieben.
Seine Tochter Elisabeth Grimm (1838–1914) heiratete in erster Ehe Ludwig von Westarp (1837–1870), einen Bruder Otto von Westarps, und in zweiter Ehe den Generalmajor Friedrich von Barner (1821–1889).